# Faceby
Faceby is een civil parish in het bestuurlijke gebied Hambleton, in het Engelse graafschap North Yorkshire.